# Gran Premio di superbike di Monza 2011
Il Gran Premio di superbike d'Italia 2011 è la quarta prova del mondiale superbike 2011, nello stesso fine settimana si corre il quarto gran premio stagionale del mondiale supersport 2011 e il secondo della Superstock 1000 FIM Cup. Ha registrato le vittorie di Eugene Laverty in Superbike, in entrambe le gare, di Chaz Davies in Supersport e di Lorenzo Zanetti in Superstock 1000.

## Superbike

### Gara 1[1]

#### Arrivati al traguardo
| Pos. | Nº  | Pilota           | Squadra                   | Motocicletta         | Giri | Tempo     | Griglia | Punti |
| ---- | --- | ---------------- | ------------------------- | -------------------- | ---- | --------- | ------- | ----- |
| 1º   | 58  | Eugene Laverty   | Yamaha World Superbike    | Yamaha YZF R1        | 18   | 31:09.584 | 2º      | 25    |
| 2º   | 1   | Max Biaggi       | Aprilia Alitalia Racing   | Aprilia RSV4 Factory | 18   | +1.575    | 1º      | 20    |
| 3º   | 91  | Leon Haslam      | BMW Motorrad Motorsport   | BMW S1000 RR         | 18   | +3.078    | 6º      | 16    |
| 4º   | 33  | Marco Melandri   | Yamaha World Superbike    | Yamaha YZF R1        | 18   | +3.255    | 5º      | 13    |
| 5º   | 84  | Michel Fabrizio  | Suzuki Alstare            | Suzuki GSX-R1000     | 18   | +11.812   | 7º      | 11    |
| 6º   | 4   | Jonathan Rea     | Castrol Honda             | Honda CBR1000RR      | 18   | +12.371   | 3º      | 10    |
| 7º   | 11  | Troy Corser      | BMW Motorrad Motorsport   | BMW S1000 RR         | 18   | +13.280   | 4º      | 9     |
| 8º   | 2   | Leon Camier      | Aprilia Alitalia Racing   | Aprilia RSV4 Factory | 18   | +17.419   | 10º     | 8     |
| 9º   | 7   | Carlos Checa     | Althea Racing             | Ducati 1098R         | 18   | +17.569   | 11º     | 7     |
| 10º  | 96  | Jakub Smrž       | Effenbert-Liberty Racing  | Ducati 1098R         | 18   | +18.420   | 15º     | 6     |
| 11º  | 86  | Ayrton Badovini  | BMW Motorrad Italia       | BMW S1000 RR         | 18   | +20.031   | 9º      | 5     |
| 12º  | 50  | Sylvain Guintoli | Effenbert-Liberty Racing  | Ducati 1098R         | 18   | +20.405   | 12º     | 4     |
| 13º  | 66  | Tom Sykes        | Kawasaki Racing           | Kawasaki ZX-10R      | 18   | +26.693   | 14º     | 3     |
| 14º  | 121 | Maxime Berger    | Supersonic Racing         | Ducati 1098R         | 18   | +38.429   | 16º     | 2     |
| 15º  | 111 | Rubén Xaus       | Castrol Honda             | Honda CBR1000RR      | 18   | +40.164   | 17º     | 1     |
| 16º  | 41  | Noriyuki Haga    | PATA Racing Team Aprilia  | Aprilia RSV4 Factory | 18   | +49.081   | 8º      |       |
| 17º  | 8   | Mark Aitchison   | Team Pedercini            | Kawasaki ZX-10R      | 18   | +57.930   | 19º     |       |
| 18º  | 32  | Fabrizio Lai     | Echo Sport Racing Company | Honda CBR1000RR      | 18   | +1:03.039 | 20º     |       |

#### Ritirati
| Nº | Pilota        | Squadra         | Motocicletta    | Giri | Griglia |
| -- | ------------- | --------------- | --------------- | ---- | ------- |
| 17 | Joan Lascorz  | Kawasaki Racing | Kawasaki ZX-10R | 9    | 13º     |
| 44 | Roberto Rolfo | Team Pedercini  | Kawasaki ZX-10R | 6    | 18º     |

#### Non partito
| Nº | Pilota         | Squadra             | Motocicletta |
| -- | -------------- | ------------------- | ------------ |
| 52 | James Toseland | BMW Motorrad Italia | BMW S1000 RR |

#### Non qualificato
| Nº | Pilota          | Squadra         | Motocicletta    |
| -- | --------------- | --------------- | --------------- |
| 77 | Chris Vermeulen | Kawasaki Racing | Kawasaki ZX-10R |

### Gara 2[2]

#### Arrivati al traguardo
| Pos. | Nº  | Pilota           | Squadra                   | Motocicletta         | Giri | Tempo     | Griglia | Punti |
| ---- | --- | ---------------- | ------------------------- | -------------------- | ---- | --------- | ------- | ----- |
| 1º   | 58  | Eugene Laverty   | Yamaha World Superbike    | Yamaha YZF R1        | 18   | 31:19.948 | 2º      | 25    |
| 2º   | 33  | Marco Melandri   | Yamaha World Superbike    | Yamaha YZF R1        | 18   | +0.327    | 5º      | 20    |
| 3º   | 84  | Michel Fabrizio  | Suzuki Alstare            | Suzuki GSX-R1000     | 18   | +2.466    | 7º      | 16    |
| 4º   | 41  | Noriyuki Haga    | PATA Racing Team Aprilia  | Aprilia RSV4 Factory | 18   | +2.583    | 8º      | 13    |
| 5º   | 11  | Troy Corser      | BMW Motorrad Motorsport   | BMW S1000 RR         | 18   | +4.502    | 4º      | 11    |
| 6º   | 86  | Ayrton Badovini  | BMW Motorrad Italia       | BMW S1000 RR         | 18   | +10.865   | 9º      | 10    |
| 7º   | 50  | Sylvain Guintoli | Effenbert-Liberty Racing  | Ducati 1098R         | 18   | +11.038   | 12º     | 9     |
| 8º   | 1   | Max Biaggi       | Aprilia Alitalia Racing   | Aprilia RSV4 Factory | 18   | +18.724   | 1º      | 8     |
| 9º   | 17  | Joan Lascorz     | Kawasaki Racing           | Kawasaki ZX-10R      | 18   | +20.093   | 13º     | 7     |
| 10º  | 7   | Carlos Checa     | Althea Racing             | Ducati 1098R         | 18   | +20.376   | 11º     | 6     |
| 11º  | 66  | Tom Sykes        | Kawasaki Racing           | Kawasaki ZX-10R      | 18   | +21.111   | 14º     | 5     |
| 12º  | 111 | Rubén Xaus       | Castrol Honda             | Honda CBR1000RR      | 18   | +28.608   | 17º     | 4     |
| 13º  | 44  | Roberto Rolfo    | Team Pedercini            | Kawasaki ZX-10R      | 18   | +33.459   | 18º     | 3     |
| 14º  | 8   | Mark Aitchison   | Team Pedercini            | Kawasaki ZX-10R      | 18   | +42.810   | 19º     | 2     |
| 15º  | 32  | Fabrizio Lai     | Echo Sport Racing Company | Honda CBR1000RR      | 18   | +55.759   | 20º     | 1     |

#### Ritirati
| Nº  | Pilota        | Squadra                  | Motocicletta         | Giri | Griglia |
| --- | ------------- | ------------------------ | -------------------- | ---- | ------- |
| 121 | Maxime Berger | Supersonic Racing        | Ducati 1098R         | 13   | 16º     |
| 2   | Leon Camier   | Aprilia Alitalia Racing  | Aprilia RSV4 Factory | 7    | 10º     |
| 96  | Jakub Smrž    | Effenbert-Liberty Racing | Ducati 1098R         | 0    | 15º     |
| 91  | Leon Haslam   | BMW Motorrad Motorsport  | BMW S1000 RR         | 0    | 6º      |
| 4   | Jonathan Rea  | Castrol Honda            | Honda CBR1000RR      | 0    | 3º      |

#### Non partito
| Nº | Pilota         | Squadra             | Motocicletta |
| -- | -------------- | ------------------- | ------------ |
| 52 | James Toseland | BMW Motorrad Italia | BMW S1000 RR |

#### Non qualificato
| Nº | Pilota          | Squadra         | Motocicletta    |
| -- | --------------- | --------------- | --------------- |
| 77 | Chris Vermeulen | Kawasaki Racing | Kawasaki ZX-10R |

## Supersport[3]

### Arrivati al traguardo
| Pos. | Nº  | Pilota             | Squadra                     | Motocicletta        | Giri | Tempo     | Griglia | Punti |
| ---- | --- | ------------------ | --------------------------- | ------------------- | ---- | --------- | ------- | ----- |
| 1º   | 7   | Chaz Davies        | Yamaha ParkinGO             | Yamaha YZF R6       | 16   | 29:05.363 | 1º      | 25    |
| 2º   | 9   | Luca Scassa        | Yamaha ParkinGO             | Yamaha YZF R6       | 16   | +4.734    | 6º      | 20    |
| 3º   | 99  | Fabien Foret       | Hannspree Ten Kate Honda    | Honda CBR600RR      | 16   | +7.977    | 4º      | 16    |
| 4º   | 23  | Broc Parkes        | Kawasaki Motocard.com       | Kawasaki ZX-6R      | 16   | +19.246   | 3º      | 13    |
| 5º   | 11  | Sam Lowes          | Parkalgar Honda             | Honda CBR600RR      | 16   | +19.882   | 2º      | 11    |
| 6º   | 22  | Roberto Tamburini  | Bike Service R.T.           | Yamaha YZF R6       | 16   | +20.148   | 5º      | 10    |
| 7º   | 21  | Florian Marino     | Hannspree Ten Kate Honda    | Honda CBR600RR      | 16   | +21.090   | 7º      | 9     |
| 8º   | 44  | David Salom        | Kawasaki Motocard.com       | Kawasaki ZX-6R      | 16   | +31.595   | 14º     | 8     |
| 9º   | 55  | Massimo Roccoli    | Lorenzini by Leoni          | Kawasaki ZX-6R      | 16   | +31.599   | 10º     | 7     |
| 10º  | 127 | Robbin Harms       | Harms Benjan Racing         | Honda CBR600RR      | 16   | +35.406   | 12º     | 6     |
| 11º  | 91  | Danilo Dell'Omo    | Suriano Racing              | Triumph Daytona 675 | 16   | +35.564   | 16º     | 5     |
| 12º  | 32  | Mirko Giansanti    | Puccetti R. Kawasaki Italia | Kawasaki ZX-6R      | 16   | +35.946   | 13º     | 4     |
| 13º  | 25  | Marko Jerman       | MD Team Jerman              | Triumph Daytona 675 | 16   | +1:00.245 | 25º     | 3     |
| 14º  | 38  | Balázs Németh      | Hungary Toth                | Honda CBR600RR      | 16   | +1:00.256 | 22º     | 2     |
| 15º  | 87  | Luca Marconi       | Bike Service R.T.           | Yamaha YZF R6       | 16   | +1:00.528 | 21º     | 1     |
| 16º  | 77  | James Ellison      | Bogdanka PTR Honda          | Honda CBR600RR      | 16   | +1:03.395 | 8º      |       |
| 17º  | 34  | Ronan Quarmby      | Suriano Racing              | Triumph Daytona 675 | 16   | +1:12.021 | 26º     |       |
| 18º  | 19  | Mitchell Pirotta   | KUJA Racing                 | Honda CBR600RR      | 16   | +1:17.015 | 27º     |       |
| 19º  | 5   | Alexander Lundh    | Cresto Guide Racing         | Honda CBR600RR      | 16   | +1:37.501 | 20º     |       |
| 20º  | 33  | Yves Polzer        | MRC Austria                 | Yamaha YZF R6       | 16   | +1:45.103 | 28º     |       |
| 21º  | 24  | Eduard Blokhin     | RivaMoto                    | Yamaha YZF R6       | 15   | +1 giro   | 31º     |       |
| 22º  | 30  | Valery Yurchenko   | RivaMoto                    | Yamaha YZF R6       | 15   | +1 giro   | 30º     |       |
| 23º  | 80  | Giovanni Altomonte | KUJA Racing                 | Honda CBR600RR      | 15   | +1 giro   | 29º     |       |

### Ritirati
| Nº  | Pilota            | Squadra            | Motocicletta   | Giri | Griglia |
| --- | ----------------- | ------------------ | -------------- | ---- | ------- |
| 60  | Vladimir Ivanov   | Step Racing        | Honda CBR600RR | 15   | 18º     |
| 31  | Vittorio Iannuzzo | Lorenzini by Leoni | Kawasaki ZX-6R | 15   | 19º     |
| 95  | Robert Mureșan    | PTR Romania Honda  | Honda CBR600RR | 14   | 24º     |
| 4   | Gino Rea          | Step Racing        | Honda CBR600RR | 9    | 9º      |
| 117 | Miguel Praia      | Parkalgar Honda    | Honda CBR600RR | 8    | 11º     |
| 73  | Oleg Pozdneev     | RivaMoto           | Yamaha YZF R6  | 8    | 32º     |
| 28  | Paweł Szkopek     | Bogdanka PTR Honda | Honda CBR600RR | 7    | 23º     |
| 10  | Imre Tóth         | Hungary Toth       | Honda CBR600RR | 4    | 17º     |

### Squalificato
| Nº | Pilota       | Squadra    | Motocicletta   | Giri | Tempo   | Griglia |
| -- | ------------ | ---------- | -------------- | ---- | ------- | ------- |
| 69 | Ondřej Ježek | SMS Racing | Honda CBR600RR | 16   | +35.215 | 15º     |

## Superstock
La pole position è stata fatta segnare da Davide Giugliano in 1:46.044; lo stesso pilota ha effettuato il giro più veloce in gara, in 1:46.219. La gara è stata interrotta dopo 4 giri con la bandiera rossa a seguito della rottura del motore della moto di Sylvain Barrier, problema tecnico che ha causato la presenza di liquido in pista e le successive cadute di alcuni piloti. La corsa è ripartita sulla distanza di 5 giri, con la griglia di partenza determinata dalla classifica della prima parte, e l'ordine d'arrivo della seconda parte di gara ha determinato il risultato finale.

### Arrivati al traguardo
| Pos. | Nº  | Pilota              | Squadra              | Motocicletta    | Giri | Tempo    | Griglia | Punti |
| ---- | --- | ------------------- | -------------------- | --------------- | ---- | -------- | ------- | ----- |
| 1º   | 87  | Lorenzo Zanetti     | BMW Motorrad Italia  | BMW S1000 RR    | 5    | 8:56.130 | 4º      | 25    |
| 2º   | 34  | Davide Giugliano    | Althea Racing        | Ducati 1098R    | 5    | +0.065   | 1º      | 20    |
| 3º   | 119 | Michele Magnoni     | Baru Racing          | BMW S1000 RR    | 5    | +1.728   | 3º      | 16    |
| 4º   | 9   | Danilo Petrucci     | Barni Racing         | Ducati 1098R    | 5    | +3.634   | 7º      | 13    |
| 5º   | 15  | Fabio Massei        | Piellemoto           | BMW S1000 RR    | 5    | +4.750   | 11º     | 11    |
| 6º   | 21  | Markus Reiterberger | Garnier Alpha Racing | BMW S1000 RR    | 5    | +9.341   | 10º     | 10    |
| 7º   | 5   | Marco Bussolotti    | Pedercini Team       | Kawasaki ZX-10R | 5    | +9.418   | 8º      | 9     |
| 8º   | 8   | Andrea Antonelli    | Team Lorini          | Honda CBR1000RR | 5    | +10.734  | 12º     | 8     |
| 9º   | 59  | Niccolò Canepa      | Goeleven             | Kawasaki ZX-10R | 5    | +10.845  | 17º     | 7     |
| 10º  | 93  | Matthieu Lussiana   | Team ASPI            | BMW S1000 RR    | 5    | +10.915  | 20º     | 6     |
| 11º  | 23  | Luca Verdini        | Ten Kate Junior      | Honda CBR1000RR | 5    | +12.033  | 16º     | 5     |
| 12º  | 91  | Riccardo Fusco      | EFFE Racing          | BMW S1000 RR    | 5    | +16.451  | 19º     | 4     |
| 13º  | 6   | Lorenzo Savadori    | Lorenzini by Leoni   | Kawasaki ZX-10R | 5    | +16.750  | 18º     | 3     |
| 14º  | 29  | Daniele Beretta     | Lorini Team          | Honda CBR1000RR | 5    | +16.792  | 23º     | 2     |
| 15º  | 86  | Beau Beaton         | Garnier Racing       | BMW S1000 RR    | 5    | +19.120  | 25º     | 1     |
| 16º  | 40  | Alen Győrfi         | Adrenalin H-Moto     | Honda CBR1000RR | 5    | +20.956  | 29º     |       |
| 17º  | 55  | Tomáš Svitok        | SK Energy            | Ducati 1098R    | 5    | +21.145  | 27º     |       |
| 18º  | 58  | Gabriel Berclaz     | Berclaz Racing       | Honda CBR1000RR | 5    | +22.541  | 28º     |       |
| 19º  | 12  | Nico Vivarelli      | Goeleven             | Kawasaki ZX-10R | 5    | +22.550  | 24º     |       |
| 20º  | 27  | Thomas Caiani       | BWG Racing Kawasaki  | Kawasaki ZX-10R | 5    | +24.579  | 30º     |       |
| 21º  | 71  | Roy ten Napel       | Domburg Racing       | Honda CBR1000RR | 5    | +24.605  | 26º     |       |
| 22º  | 32  | Michal Salač        | Salac Racing         | BMW S1000 RR    | 5    | +31.467  | 32º     |       |
| 23º  | 30  | Bogdan Vrajitoru    | C.S.M. Bucharest     | Yamaha YZF R1   | 5    | +39.845  | 33º     |       |

### Ritirati
| Nº | Pilota          | Squadra                  | Motocicletta  | Giri | Griglia |
| -- | --------------- | ------------------------ | ------------- | ---- | ------- |
| 11 | Jérémy Guarnoni | MRS Yamaha Racing France | Yamaha YZF R1 | 3    | 15º     |
| 14 | Lorenzo Baroni  | Althea Racing            | Ducati 1098R  | 2    | 6º      |

### Non partiti per la seconda parte di gara
| Nº | Pilota            | Squadra             | Motocicletta    | Giri | Griglia |
| -- | ----------------- | ------------------- | --------------- | ---- | ------- |
| 20 | Sylvain Barrier   | BMW Motorrad Italia | BMW S1000 RR    | 4    | 2º      |
| 32 | Sheridan Morais   | Lorenzini by Leoni  | Kawasaki ZX-10R | 4    | 9º      |
| 36 | Leandro Mercado   | Team Pedercini      | Kawasaki ZX-10R | 4    | 14º     |
| 47 | Eddi La Marra     | Team Lorini         | Honda CBR1000RR | 4    | 13º     |
| 37 | Andrea Boscoscuro | Lazio MotorSport    | Ducati 1098R    | 4    | 21º     |
| 39 | Randy Pagaud      | Garnier Racing      | BMW S1000 RR    | 4    | 22º     |

### Ritirati nella prima parte di gara
| Nº  | Pilota           | Squadra            | Motocicletta    | Giri | Griglia |
| --- | ---------------- | ------------------ | --------------- | ---- | ------- |
| 120 | Marcin Walkowiak | Bogdanka PTR Honda | Honda CBR1000RR | 3    | 31º     |
| 67  | Bryan Staring    | Team Pedercini     | Kawasaki ZX-10R | 1    | 5º      |
| 141 | Sérgio Batista   | Jar Racing         | Kawasaki ZX-10R | 0    | 34º     |